# Myersophis alpestris
Myersophis alpestris is een slang uit de familie Cyclocoridae.

## Naam en indeling
De wetenschappelijke naam van zowel de soort als het geslacht werd voor het eerst voorgesteld door Edward Harrison Taylor in 1963. Het is de enige soort uit het monotypische geslacht Myersophis.
De wetenschappelijke geslachtsnaam Myersophis bekent vrij vertaald 'Myers slang' (ophis = slang) en is een eerbetoon aan de Amerikaanse ichtyoloog en herpetoloog George Sprague Myers (1905 - 1985).

## Verspreiding en habitat
Myersophis alpestris leeft endemisch op de Filipijnen. De soort is hier alleen bekend van het eiland Luzon. De habitat van de slang is nog niet onderzocht. De soort is aangetroffen op een hoogte van ongeveer 1980 meter boven zeeniveau.

## Beschermingsstatus
Door de internationale natuurbeschermingsorganisatie IUCN is de beschermingsstatus 'onzeker' toegewezen (Data Deficient of DD).